# Ulrike Aichele
Ulrike Aichele, geb. Dürre, (* 1955)  ist eine deutsche Tischtennisspielerin mit aktiver Zeit in den 1970er und 1980er Jahren. Bei den Deutschen Meisterschaften 1978 gewann sie Bronze im Doppel.

## Werdegang
Ulrike Dürre begann ihre Tischtennislaufbahn beim Verein DJK Schwäbisch Gmünd. Erste Erfolge verzeichnete sie bereits im Jugendbereich. 1972 wurde sie deutsche Meisterin im Einzel und im Doppel mit Kirsten Krüger. Im gleichen Jahr stieg sie mit der Damenmannschaft von Schwäbisch Gemünd in die Bundesliga-Süd auf. Um 1974 heiratete sie und trat danach unter dem Namen Ulrike Aichele auf.
1980 und 1981 gewann sie die bayerische Meisterschaft im Doppel mit Inge Welter, 1981 zudem im Einzel. Ihren größten Erfolg erzielte sie bei den Deutschen Meisterschaften 1978, als sie zusammen mit Karin Sökler Bronze im Doppel gewann. Später spielte sie bei den Vereinen VSC Donauwörth (um 1982) und MTV Stuttgart (ab 1985).
Für ihre Verdienste verlieh ihr der Tischtennis-Verband Württemberg-Hohenzollern 1979 die Leistungsnadel in Gold.